# Tetracarpaea tasmannica
Tetracarpaea tasmannica Hook. è una pianta angiosperma dell'ordine Saxifragales. È l'unica specie nota del genere Tetracarpaea Hook., 1840 e della famiglia Tetracarpaeaceae Nakai, 1943.

## Distribuzione e habitat
Questa specie è endemica della Tasmania (Australia).